# Siren reticulata
Siren reticulata ist eine im Wasser lebende Schwanzlurchart aus der Familie der Armmolche (Sirenidae). Die Art, die im Südosten der Vereinigten Staaten endemisch ist, wurde erstmals 2018 offiziell beschrieben. Dieser kryptische Schwanzlurch ist nur von drei Orten im Süden Alabamas und im Florida Panhandle bekannt und ist eines der größten Tiere in den Vereinigten Staaten, die  in den letzten 100 Jahren neu beschrieben wurden.

## Beschreibung
Siren reticulata ist eine der größten Arten rezenter Schwanzlurche weltweit und erreicht eine Gesamtlänge von 60 cm, womit sie mit dem Schlammteufel der Appalachen sowohl um den Titel der größten Amphibie Nordamerikas als auch um den des viertgrößten Schwanzlurchs der Welt konkurriert. Sie hat einen grünlich-grauen, aalähnlichen Körper, große äußere Kiemen und zwei kleine Vorderbeine. Die Seiten und der Bauch sind hellgelbgrün. Sie hat eine durchschnittliche Kopf-Rumpf-Länge von 33 cm.
S. reticulata unterscheidet sich von anderen Armmolchen durch die Hautmusterung: ein Flickenteppich aus dunklen, Leoparden-ähnlichen Flecken, der seinen Rücken bedeckt. Außerdem hat sie einen relativ kleinen Kopf und einen längeren Schwanz. Die genetische Analyse der mitochondrialen und nuklearen Sequenzierung bestätigte, dass es sich um eine von S. intermedia und S. lacertina getrennte Art handelt, und legte außerdem nahe, dass in dieser Gattung noch weitere Arten entdeckt werden müssen.

## Biologie
Über Ökologie und Leben von S. reticulata ist so gut wie nichts bekannt.

## Habitat
Der Lebensraum von S. reticulata umfasst Feuchtgebiete innerhalb des Ökosystems der Sumpf-Kiefern. Sie wurde bis jetzt nur in den US-Bundesstaaten Florida und Alabama gefunden.

## Entdeckung
Das erste bekannte Exemplar von S. reticulata wurde 1970 in Baldwin County, Alabama, gesammelt und vom Herpetologen Robert Hughes Mount als nicht der typischen physischen Beschreibung von S. lacertina entsprechend beschrieben. Zu dieser Zeit wurde ihr kein offizieller Name gegeben und er wurde als eine Art Legende behandelt, umgangssprachlich wurde er als „leopard eel“ bezeichnet. Eine weitere Sichtung zahlreicher Individuen erfolgte in den 1990er Jahren durch den Herpetologen John Jensen, der Berichten zufolge während eines Regensturms in der Nähe von Florala, Alabama, dutzende Armmolche und andere Amphibien gesichtet hatte, die sich über eine Straße bewegten. Im September 2009 untersuchte der amerikanische Herpetologe David A. Steen Nerodia-Arten (Schwimmnattern) und Schildkröten auf der Eglin Air Force Base im Okaloosa County, Florida, als er ein einzelnes Exemplar von S. reticulata in einer Flusskrebsfalle fing. Weitere Fangversuche zwischen 2009 und 2014 blieben erfolglos, bis im Juni 2014 drei weitere Armmolche in der Nähe von Lake Jackson im Walton County, Florida, gefunden wurden. Siren reticulata ist eines der größten Tiere, die in den letzten 100 Jahren in den USA entdeckt wurden.

## Taxonomie
Die neue Armmolchart wurde im Dezember 2018 offiziell als Siren reticulata beschrieben. Die Artbezeichnung reticulata bezieht sich auf die für diese Art typische netzartige (netzwerkartige oder patchworkartige) Musterung. Die Autoren des Papiers von 2018 prägten den Namen Reticulated siren als „geeigneteren formalen gebräuchlichen Namen“. Sie ist eine der fünf Arten in der Gattung Siren.
Der Holotyp ist ein in Walton County, Florida, gefangenes Weibchen, das 40 cm von der Schnauze bis zur Kloake misst und 221 g wiegt. Die Typuslokalität war ein flaches Sumpfgebiet, das mit schwimmenden und aufstrebenden Pflanzen bewachsen war.

## Vorkommen in Buch und Film
Aufgrund ihrer enormen Seltenheit, hatte die Siren reticulata im 6. Band der Seawalkers Serie die Rolle eines von Tierschmugglern entführten Tieres, das von den Protagonisten befreit wurde.